# شهرستان کالاوائو (هاوایی)
شهرستان کالاوائو (به انگلیسی: Kalawao County) شهرستانی در ایالات متحده آمریکا است که در هاوائی واقع شده‌است.

## خصوصیات
شهرستان کالاوائو ۱۳۷٫۲۷ کیلومترمربع مساحت دارد.